# Massing (Gemeinde Krieglach)
Massing ist eine Ortschaft und eine Katastralgemeinde der Marktgemeinde Krieglach in der Steiermark.
Die Streusiedlung befindet sich nördlich von Krieglach im Massinggraben, der vom Massingbach durchflossen wird, und besteht aus den zahlreichen Einzellagen längs des Grabens. Massing wurde bereits 1864 in Krieglach eingemeindet.

## Geschichte
Das früheste Schriftzeugnis ist von 1280–1295 und lautet „Masnich“. Der Name geht auf altslawisch *močidlo (Flachsröste) zurück.